# П'єр Габріель
П'єр Габріель (фр. Pierre Gabriel, також відомий як Петер Габріель, нім. Peter Gabriel; 1 серпня 1933, Біч, департамент Мозель, Франція — 24 листопада 2015, Санкт-Галлен, Швейцарія) — французький і швейцарський математик, який займався переважно алгеброю і зокрема — гомологічною алгеброю.

## Біографія
Отримав спеціалізацію в математиці на курсі Жана-П'єра Серра в Колеж де Франс. Зокрема, їм була написана перша версія курсу «Локальна алгебра. Множинності» (1957/58).
У 1960 році захистив докторську дисертацію, присвячену фібрації Кана в Паризькому університеті, а в 1961 — ще одну, присвячену абелевій категорії, яка була опублікована в «Бюлетені Французького математичного товариства» (фр. Bulletin de la Société Mathématique de France).
У співпраці з Александром Гротендіком працював над 1 і 3 семінарами алгебричної геометрії в Буа-Марі. Разом з Міхаелем Цісманом розробляє теорію ланцюгової гомотопії. У співавторстві з Мішелем Демазюром складає підручник з алгебричних груп, акцентуючи точку зору гомологічної алгебри. Займається вивченням алгебричного розподілу скінченних просторів і сагайдаками. У 1970 році доводить, що сагайдак скінченного типу (з скінченним числом неподільних представлень) відповідає діаграмі Динкіна.
У 1980 і 1981 роках обирається головою Швейцарського математичного товариства. З 1986 року — член-кореспондент Французької академії наук. У той же рік — запрошений доповідач на Міжнародному конгресі математиків в Берклі, де представляє свої праці про тонкі алгебричні предствлення.
Професор Страсбурзького, Мецського, Боннського і Цюрихського університетів.
Великий прихильник франко-німецького білінгвізму в Ельзасі та Лотарингії.